# Palmenrüssler
Der Palmenrüssler (Rhynchophorus palmarum) ist ein Rüsselkäfer, der in den tropischen Regenwäldern Südamerikas verbreitet ist. Er ist ein Palmen-Schädling. Die Larven übertragen Nematoden.

## Merkmale
Imagines der Art erreichen eine Körperlänge zwischen 29 und 44 Millimeter und gehören damit zu den großen Rüsselkäfern. Der Körper ist bei Aufsicht langgestreckt oval, er ist auf der Oberseite abgeplattet, während die Unterseite gewölbt ist. Der vorn am Kopf sitzende kräftige Rüssel ist etwas kürzer als das Pronotum, er ist gerade, zur Spitze hin etwas gebogen und an der Basis erweitert. Seine vordere Hälfte trägt abstehende, gelb gefärbte dichte Behaarung. Die Antennen entspringen in einer Grube seitlich an der Rüsselbasis, diese ist nach unten hin offen. Das Basalglied der Antenne (Scapus) ist halb so lang wie der Rüssel und länger als Geissel und Fühlerkeule zusammen. Die Fühlergeißel besteht aus sechs Segmenten, die dreigliedrige Keule ist abgerundet dreieckig. Die Komplexaugen sind einander genähert, aber deutlich getrennt, die Kopfoberseite zwischen den Augen erreicht etwa ein Fünftel der Rüsselbreite. Das Pronotum ist länger als breit, oben abgeflacht, es kann matt oder glänzend sein und eine samtige Behaarung tragen oder kahl sein. Seine Basis (das ist die Seite zu den Flügeldecken hin) ist etwas verschmälert und nach hinten lappenförmig vorgezogen. Die Flügeldecken sind breiter als das Pronotum, jede etwa zweieinhalb mal so lang wie breit. Ihre Seiten verjüngen sich nach hinten mit fast geradliniger Außenkante, am Ende sind sie abrupt verrundet, an der Spitze etwas ausgerandet. Jede trägt sechs tief eingeschnittene Punktstreifen (und seitlich die undeutlichen Spuren von drei weiteren). Die bräunlich getönten Hinterflügel sind lang, die Tiere flugfähig. Am Hinterleib sind fünf Segmente sichtbar, wobei das erste kurz und in der Mitte mit dem zweiten verschmolzen ist. Das letzte liegt als Pygidium frei und ist nicht von den Flügeldecken verdeckt. Es ist beim Weibchen ein wenig breiter als beim Männchen.
Die Art ist von anderen, ebenfalls auf Palmen schädlichen Rüsselkäfern der Gattung in Amerika normalerweise leicht an der Färbung unterscheidbar, diese ist allerdings manchmal variabel (vgl. unten). Eine sichere Unterscheidung ermöglicht der in der Mitte lappenförmig nach hinten vorgezogene Hinterrand des Pronotums, der bei den anderen Arten gleichmäßig verrundet ist.

### Färbungsvarianten
Der Käfer ist normalerweise einfarbig tiefschwarz gefärbt. Als Ausnahme wurden aber bei Betrachtung größerer Serien gelegentlich Individuen beobachtet, die teilweise rot oder orange gefärbt waren, diese können leicht mit Rhynchophorus ferrugineus verwechselt werden. Diese Farbvarianten gehen dabei nicht auf Hybride zurück, wie genetisch nachgewiesen wurde.

### Larven
Die Larven der Art sind gelblichweiß gefärbt mit dunkelbrauner Kopfkapsel. Sie erreichen Körperlängen zwischen 44 und 57 Millimeter. Der Kopf trägt keine Larvenaugen, an ihrer Stelle sind weißliche Aufhellungen der Kopfkapsel erkennbar. Die Antennen sind sehr kurz und zweisegmentig, mit winzigem, konischem Endglied. Rumpf und Hinterleib tragen kleine, mit Borsten (Setae) besetzte gelblichbraune Sklerite. Der Hinterleib ist am vierten oder fünften Segment am breitesten und abrupt in beide Richtungen verengt, seine Segmente sind in vier deutliche Ringel (Plicae) gegliedert.

## Verbreitung
Die Art lebt im tropischen Amerika, von Argentinien im Süden bis Mexiko im Norden, einschließlich der Inseln Hispaniola und Kuba. Alte Angaben aus dem Süden der USA (Kalifornien, Texas) sind unsicher und gelten als zweifelhaft.
Im Jahr 2021 wurde der schwarze Palmenrüssler erstmals auf der Baleareninsel Ibiza entdeckt. Dieser befällt insbesondere die Agave (Agave americana). Die befallenen Agaven sterben anschließend ab.

## Biologie und Lebensweise
Käfer und Larven sind oligophage Pflanzenfresser an Palmenarten, als Wirtsarten sind u. a. bekannt Kokospalme Cocos nucifera, Ölpalme Elaeis guineensis, Juçarapalme Euterpe edulis, Sagopalme Metroxylon sagu, Kanarische Dattelpalme Phoenix canariensis, Echte Dattelpalme Phoenix dactylifera, es gibt auch Angaben für die Grasart Zuckerrohr Saccharum officinarum.
Weibliche Käfer legen ihre Eier in das Gewebe unterhalb des Wachstumskegels, die Blattbasen oder die Triebspitze. Hierzu fressen sie mit ihrem Rüssel ein Loch, in das anschließend Eier abgelegt werden, nutzen aber gern auch bereits vorhandene Löcher oder Schnittverletzungen aus. In jedes Loch werden einige Eier benachbart, aber ohne direkten Kontakt abgelegt, jedes Weibchen kann etwa 250 Eier legen. Nach etwa vier Tagen schlüpfen die Larven, die Gänge in das Gewebe graben, wobei sie das weiche und nährstoffreiche Gewebe der Triebspitze (das „Palmherz“) bevorzugen. Nach etwa 55 bis 70 Tagen in Brasilien, im nördlicheren Mexiko erst nach 120 bis 180 Tagen, verpuppen sich die Larven in einer ausgefressenen Höhlung im Inneren der Palme. Sie bauen dazu einen Kokon aus Pflanzenfasern. Nach bis zu etwa 50 Tagen Puppenruhe schlüpfen die neuen Imagines. Die adulten Käfer besitzen eine Lebensdauer von etwa ein bis zwei Monaten. Die Käfer treten gleichmäßig zu allen Jahreszeiten auf.

## Schadwirkung
Die Larve der Art schädigt den Wachstumskegel der Palmen, den sie zum Absterben bringen kann. Noch stärker ist aber die Schadwirkung als Vektor der Nematodenart Bursaphelenchus cocophilus (Cobb), der die sogenannte „Red Ring Disease“ (Rotring-Krankheit) der Palmen verursacht. Nach Untersuchungen tragen etwa die Hälfte der Käfer den Nematoden, entweder intern oder extern. Wichtigstes und namengebendes Symptom der Krankheit ist eine ziegelrote, ringförmige Verfärbung im Inneren des Stamms und anderer Gewebe, die typischerweise an älteren Bäumen etwa 5 Zentimeter Breite erreicht. Bei stärkerem Befall vergilben die Blätter, später stirbt die gesamte Krone ab. Die Krankheit gilt als eine der bedeutsamsten Erkrankungen der Kokospalme im tropischen Amerika und der Karibik.

## Nutzung als Lebensmittel
In Peru wird die Larve mit dem Namen Suri bezeichnet und als Speiseinsekt geschätzt. Suri gilt als Delikatesse. Die Larven werden von abgestorbenen Palmstämmen (z. B. der Buriti-Palme) gesammelt.

## Galerie

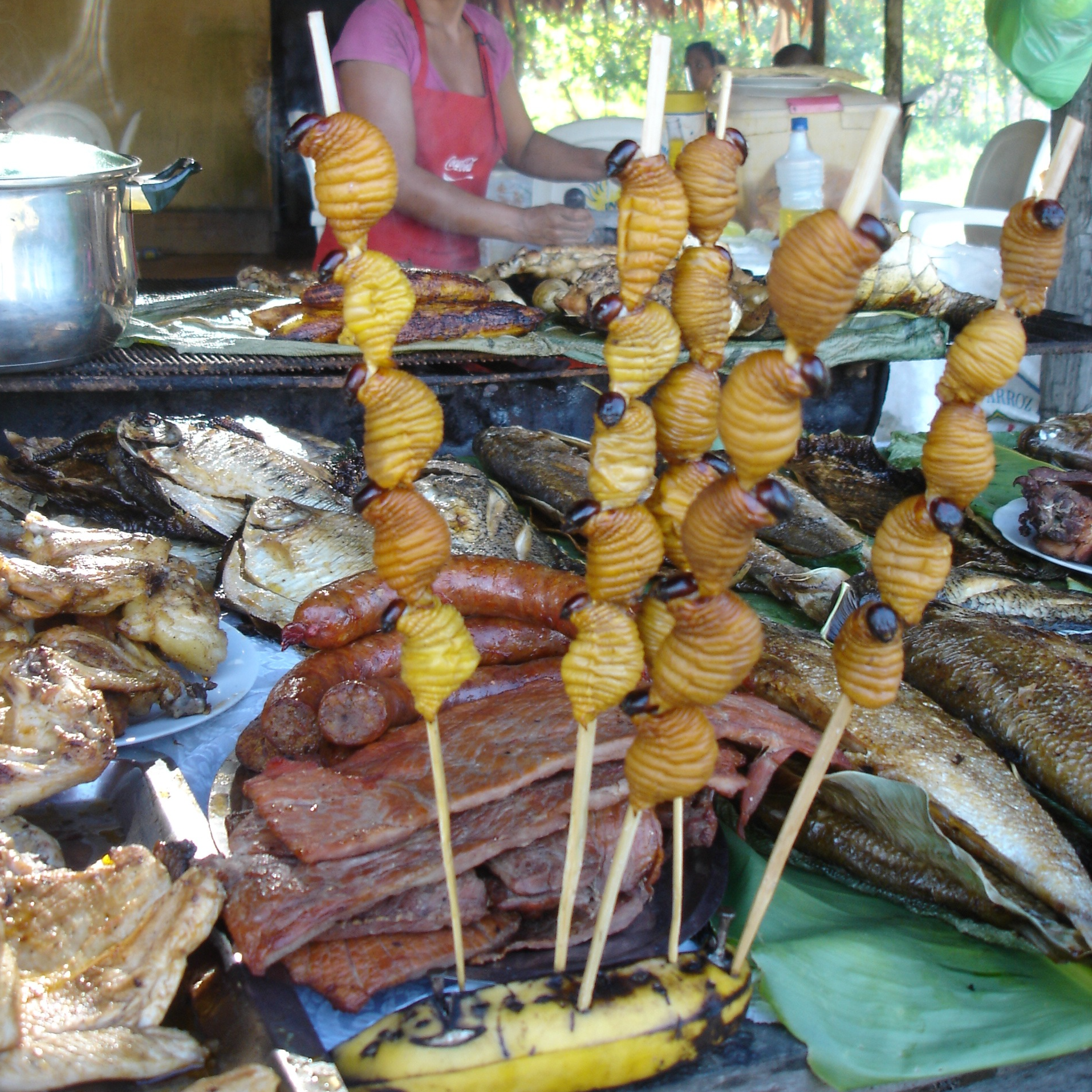
Spieß mit Suri (Larven)
Rhynchophurus palmarum auf Ibiza 2021
Rhynchophurus palmarum Larven Ibiza, 2021
Vom Rhynchophurus palmarum befallene Agave americana

## Film
Insekten à la carte - Ameiseneier in Mexiko. Abgerufen am 13. November 2020.